# Én, a robot
Az Én, a robot Isaac Asimov tudományos fantasztikus novelláskötete, amit először a Gnome Press adott ki könyv formájában 1950-ben. A kötet kilenc történetet tartalmaz, amelyek eredetileg a Super Science Stories és a Astounding Science Fiction magazinokban jelentek meg 1940 és 1950 között. Magyar nyelven 1966-ban jelent meg először a könyv a Kossuth Könyvkiadónál Vámosi Pál fordításában, azonban ez a kiadás még cenzúrázott volt, ezért hiányzott belőle az utolsó fejezet. A könyv első teljes kiadása 1991-ben jelent meg a Móra Ferenc Könyvkiadónál Vámosi Pál és Baranyi Gyula fordításával.
A történetek témája mindig egyedi, de mindegyik az emberek és humanoid robotok viszonyával és egymásra hatásával foglalkozik az erkölcsi vonatkozások – a robotika három törvénye által okozott problémák és a belőlük következő ideológiai kérdések – figyelembevételével. A legtöbb történet főszereplője Dr. Susan Calvin, az Amerikai Robot vállalat (a robotok gyártója) robotpszichológusa.

## Tartalom
- Robbie (Robbie)
- Körbe-körbe (Runaround)
- Logika (Reason)
- Fogd meg a nyulat! (Catch that Rabbit)
- Te hazug! (Liar!)
- Az eltűnt robot (Little Lost Robot)
- A csillagokba! (Escape!)
- Bizonyíték (Evidence)
- Az elkerülhető konfliktus (The Evitable Conflict)

## Áttekintés
A történeteket egy kerettörténet köti össze, amelyben a kitalált Dr. Susan Calvin egy újságírónak mesél (aki a narrátor szerepét tölti be) a 21. században. Bár a történetek külön-külön is olvashatók, közös témájuk az emberek, robotok és a morál kérdéskörének interakciója, és ha összeolvassuk őket, egy nagyobb történetet alkotnak Asimov robotikai történelméből.
A novellák többek között Dr. Calvin karakterét is bemutatják, aki az U.S. Robots and Mechanical Men, Inc. fő robopszichológusa, amely a robotok legnagyobb gyártója. A novellák ezen a gyűjteményben való megjelenésekor Asimov egy kerettörténetet írt, amelyben Calvin visszaemlékezéseit mutatja be egy vele készült interjúban, amely életművére összpontosít, főként a robotok eltérő viselkedésére és a "robopszichológia" alkalmazására, hogy megfejtse, mi történik azok pozitronikus agyában. A könyvben található az a novella is, amelyben Asimov három robotikai törvénye először szerepel, amelyek nagy hatással voltak a későbbi tudományos-fantasztikus művekre és az mesterséges intelligencia etikai kérdéseire. A novellákban szereplő további karakterek Powell és Donovan, egy terepi tesztelő csapat, akik az USRMM prototípus modelljeiben található hibákat keresik.

## Magyarul
- Én, a robot; ford. Vámosi Pál, bev. I. A. Jefremov; Kossuth, Bp., 1966 (Tk)
- Én, a robot; ford. Baranyi Gyula, Vámosi Pál; Móra, Bp., 1991 (A sci-fi mesterei)